# Дескурув
Дескурув (пол. Deskurów) — село в Польщі, у гміні Вишкув Вишковського повіту Мазовецького воєводства.
Населення — 261 особа (2011).
У 1975-1998 роках село належало до Остроленцького воєводства.

## Демографія
Демографічна структура станом на 31 березня 2011 року:
|          | Загалом | Допрацездатний вік | Працездатний вік | Постпрацездатний вік |
| -------- | ------- | ------------------ | ---------------- | -------------------- |
| Чоловіки | 131     | 35                 | 83               | 13                   |
| Жінки    | 130     | 31                 | 71               | 28                   |
| Разом    | 261     | 66                 | 154              | 41                   |